# الدلالة (عزبة)
الدلالة، عزبة تابعة لقرية شباس الملح، التابعة لمركز دسوق، التابع لمحافظة كفر الشيخ في جمهورية مصر العربية.